# Costantino in Arles
Costantino in Arles è un'opera in tre atti di Giuseppe Persiani, su libretto di Paolo Pola. La prima rappresentazione ebbe luogo al Teatro La Fenice di Venezia nel carnevale del 1830.
Gli interpreti della prima rappresentazione furono:
| Personaggio | Interprete                  |
| ----------- | --------------------------- |
| Costantino  | Lorenzo Bonfigli            |
| Fausta      | Rosalbina Carradori Allan   |
| Massimiano  | Giulio Pellegrini           |
| Ildegonda   | Giuditta Grisi              |
| Ascarico    | Albina Lorenzani            |
| Sergio      | Gaetano Antoldi             |
| Probo       | Pocchini Cavalieri Rainieri |

Dirigeva Pietro Tonassi.

## Trama
La scena è in Arles
Massimiano, padre della sposa dell'imperatore Costantino, trama contro quest'ultimo, cercando di trarre dalla sua parte Ildegonda, principessa francese figlia dell'ucciso Regaiso condotta prigioniera ad Arles dal sovrano, assieme all'amato Ascarico. Ma Costantino si mostra di una tale clemenza nei confronti dei due vinti, assicurandogli che li avrebbe restaurati sul trono perduto, che Ildegonda svela i disegni di Massimiano a Costantino; quest'ultimo, però, desiderando cogliere il traditore sul fatto, decide di mettere al suo posto nel letto un centurione già condannato a morte, ingannando così Massimiano che uccide nottetempo con un pugnale la vittima designata piuttosto che l'imperatore. L'assassino, credendo di aver ucciso Costantino, veste le insegne imperiali e si prepara a vendicarsi su Ildegonda, ma Costantino, avuta la conferma del delitto, si svela e punisce Massimiano con la morte, mentre la principessa franca ed il suo amante possono tornare nelle loro terre.

## Struttura musicale
- Sinfonia

### Atto I
- N. 1 - Introduzione e Cavatina di Massimiano Cara patria, invitta Roma - Sperai vicin, ma invano (Massimiano, Coro)
- N. 2 - Duetto fra Ildegonda e Massimiano Di sedur co' detti tuoi
- N. 3 - Coro e Cavatina di Costantino Viva il grande, viva il duce - Quanto è grato al cor del forte (Costantino, Coro)
- N. 4 - Cavatina di Fausta Quando verrà il mio bene
- N. 5 - Terzetto fra Fausta, Costantino e Massimiano Sento il soave palpito
- N. 6 - Finale I Nella palestra Olimpica (Coro, Ildegonda, Costantino, Massimiano, Sergio, Fausta, Probo)

### Atto II
- N. 7 - Coro e Cavatina di Ascarico Son pur aspre le ritorte - È del forte il pianto indegno
- N. 8 - Duetto fra Fausta ed Ildegonda D'una schiava il fiero orgoglio
- N. 9 - Aria di Massimiano Più d'una figlia il pianto (Massimiano, Sergio, Coro)
- N. 10 - Aria di Fausta Ah se al suon di questi accenti (Fausta, Coro)
- N. 11 - Duetto fra Costantino ed Ildegonda e Finale II Va, ti rendo, e patria e trono - T'ho pur colto, ingrato sposo (Costantino, Ildegonda, Fausta, Ascarico, Sergio, Massimiano, Probo)

### Atto III
- N. 12 - Aria di Costantino Superno Dio che moderi (Costantino, Coro)
- N. 13 - Aria di Ildegonda Ero felice allor (Ildegonda, Coro, Massimiano, Sergio, Ascarico)
- N. 14 - Finale III Se disciolte le catene (Ildegonda, Ascarico, Costantino, Coro)